# Иваница (Черниговская область)
Ива́ница (укр. Іваниця) — село, Иваницкий сельский совет, Ичнянский район, Черниговская область, Украина.
Код КОАТУУ — 7421785201. Население по переписи 2024 года составляло 1357 человек.
Является административным центром Иваницкого сельского совета, в который, кроме того, входят сёла Загон, Зоцовка, Ковтуновка, Купина, Степь и ликвидированное село Лозовое.

## Географическое положение
Село находится на берегах реки Смош и её притоке Иваница (Верескуны). Выше по течению на расстоянии в 0,5 км расположено село Ковтуновка. Ниже по течению на расстоянии в 3,5 км — село Иценков.
По селу протекает несколько небольших речушек с запрудами.
Расстояние до районного центра, Ични, — 18 км; до областного центра, Чернигова, — 121 км, до столицы, Киева, — 155 км.

## История
- 1600 год — дата основания. Она входила в состав Полтавской Вишневеччины.
- Во время народно-освободительной войны украинского народа против польско-шляхетского господства в 1648—1654 гг. село Иваница была центром казацкой сотни, казаки которой под командованием Степана Глущенко (Степан Гриценко?) отличились в бою под Пилявцами.
- В конце 1653 года жители села Иваница торжественно встречали московское посольство во главе с В. Бутурлиным, направлявшееся на Переяславскую Раду.
- В 1812 г. был сформирован 8-й Полтавский казачий полк под командованием полковника де Коннора.
- Центр Иваницкого района с 1923 года до 21 января 1959 года.

## Экономика
- «Нива-Плюс», ЗАО.

## Объекты социальной сферы
- Школа.
- Детский сад.
- Дом культуры.
- Больница.

## Достопримечательности
- Братская могила советских воинов.

## Известные люди
- Васечко Степан Павлович (1924—1980) — Герой Советского Союза, родился в селе Иваница.
- Попов, Александр Ипполитович (1904—1979) — генерал-майор.
- Николай Иосифович Слёзка (1928—2009) — украинский и советский артист театра и кино. Народный артист Украинской ССР.
- Бутейко, Константин Павлович (1923—2003) — учёный, физиолог, врач-клиницист, философ медицины, кандидат медицинских наук, родился в селе Иваница. Автор научных работ и изобретений в различных областях медицинской науки и техники (более 100 публикаций).